# Augusta de Serravalle
Augusta de Serravalle, também conhecida como Augusta of Ceneda ou Augusta de Treviso, é venerada como virgem mártir da Igreja Católica.

## Vida
A Vita di Santa Augusta foi escrita no século XVI por Minuccio de' Minucci di Serravalle, que era secretário do Papa Clemente VIII e protonotário apostólico. De acordo com ele, Augusta era filha de Matrucus, um líder pagão dos alamanos que havia conquistado os friuli, já cristianizados, e reinava sobre eles.
Augusta se converteu secretamente. Seu pai enviou espiões para vigiá-la e, um dia, quando ele a descobriu rezando, mandou prendê-la e arrancou-lhe todos os dentes. Furioso com a teimosia da filha, ele a torturou e terminou decapitando-a em Serravalle, um distrito de Vittorio Veneto, por volta do ano 100.
Há, contudo, fontes que colocam a morte de Augusta no século V.

## Devoção
A Vita de Minucci foi incluída num volume chamado De probatis sanctorum historiis, um estudo hagiográfico feito no século XVI pelo acadêmico secular alemão Laurentius Surius (Lorenz Sauer, Laurence Suhr, Lorenzo Surio) e publicado em Colônia. O nome de Augusta está listado no catálogo de santos de Ferrarius, mas não aparece no Martirológio Romano.
Acredita-se que as relíquias de Santa Augusta tenham sido encontradas uns poucos anos após a sua morte numa colina batizada em sua homenagem próxima a Serravalle. Uma igreja dedicada a ela foi construída ali no século V. O culto a Santa Augusta foi oficializado em 1754.
Todo ano, em agosto, há uma tradição de fazer uma festa em homenagem à santa na cidade de Braço do Norte (em Santa Catarina), onde há uma pequena igreja com sua imagem.
Em 22 de agosto na comunidade de Santa Augusta, município de Criciúma no estado de Santa Catarina anualmente também celebra-se esta Santa com missa na capela que leva seu nome, pertencente a Paróquia Nossa Senhora de Guadalupe do bairro Boa Vista.